# Regnault (cràter)

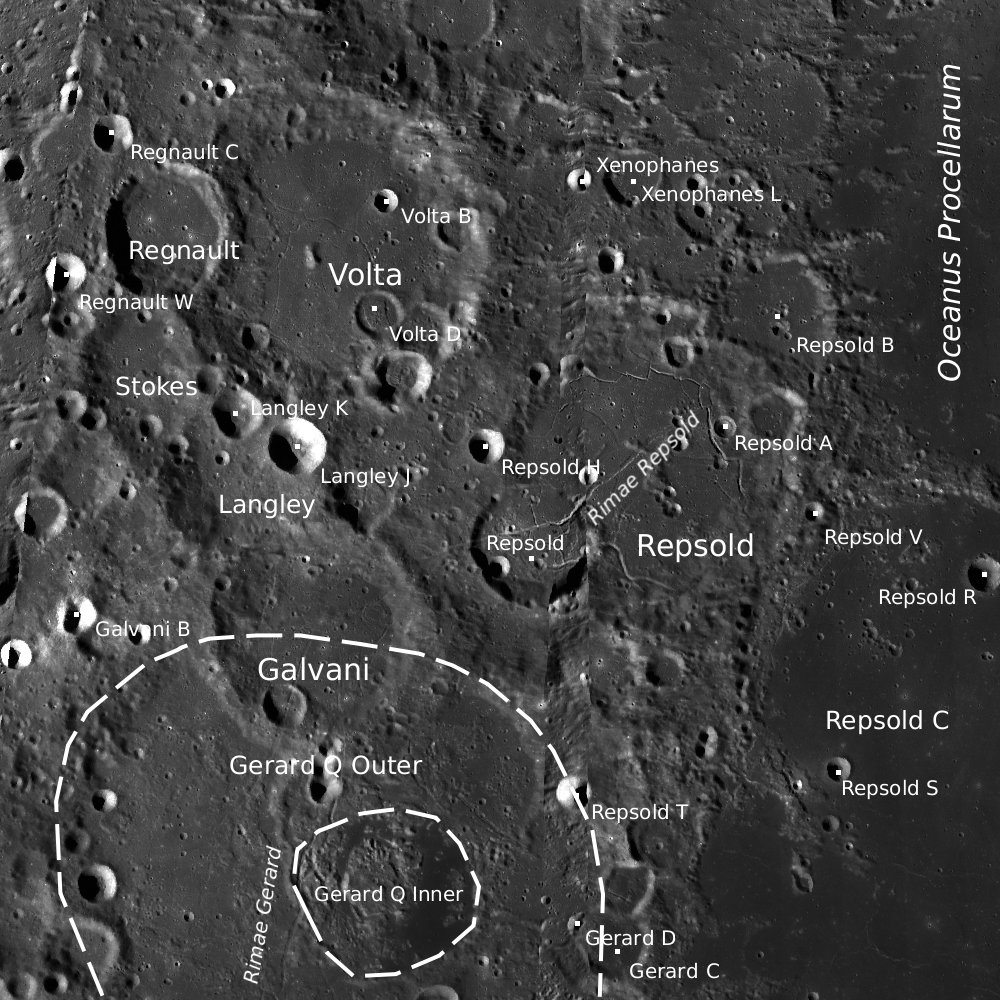
Fotografia de la missió Lunar Reconnaissance Orbiter

Regnault és un cràter d'impacte que s'hi troba prop del terminador nord-oest de la Lluna, situat sobre la vora occidental de la plana emmurallada de Volta, amb el cràter lleugerament més petit Stokes unit a la vora exterior sud. A causa de la seva ubicació, Regnault no és fàcilment albirable des de la Terra. Es veu amb un angle molt oblic, limitant el detall que es pot apreciar. La visibilitat d'aquest cràter també és afectada per la libració de la Lluna.

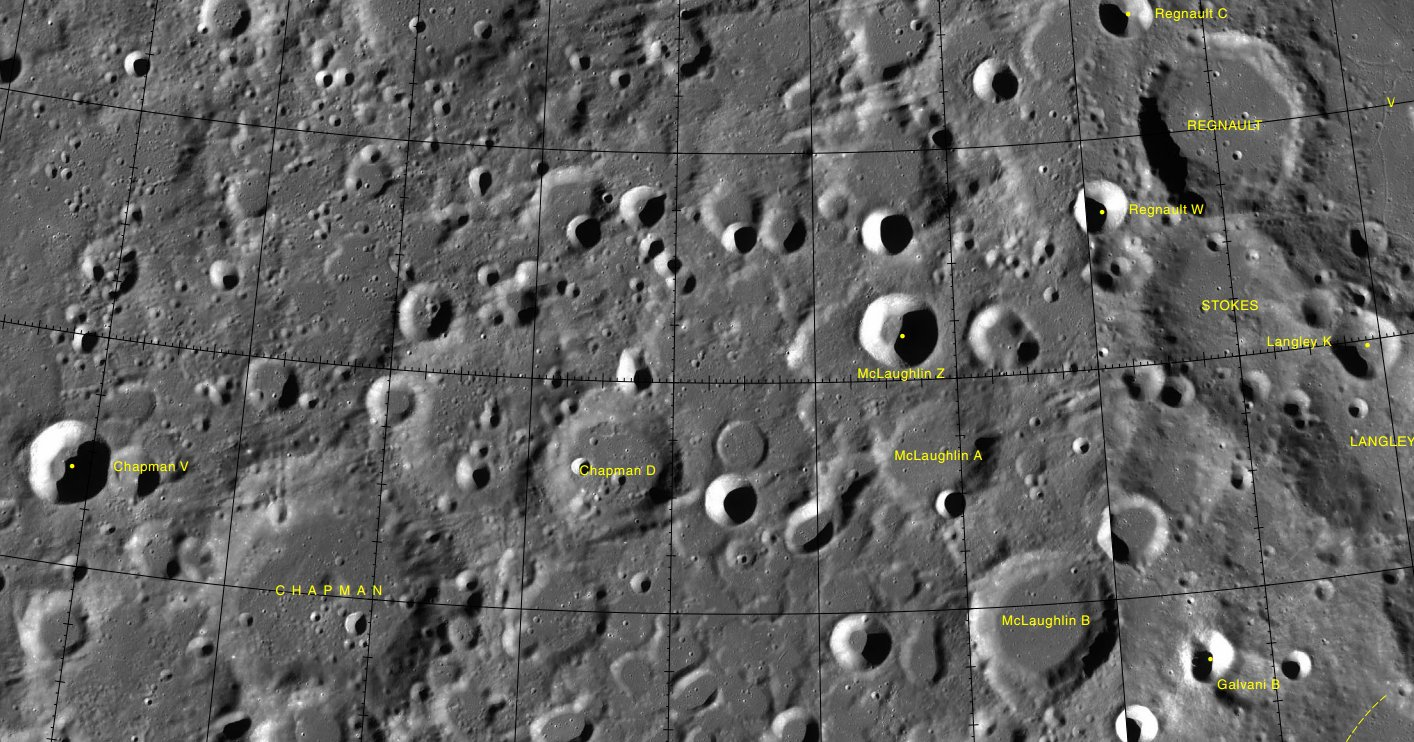
Localització de Regnault (cantonada superior dreta de la imatge)

Com la vora est de Regnault travessa la vora de Volta, el seu perfil és una mica menys prominent que el de la meitat occidental. El brocal no ha estat molt erosionat, encara que un petit crateret travessa el seu costat nord. On s'uneix amb Stokes cap al sud, la vora ha estat redreçada lleugerament, i els materials ejectats ocupen part del sòl interior. Les parets interiors de Regnault són pendents relativament uniformes, que condueixen cap a un sòl interior anivellat marcat tan sols per uns petits cràters. Manca de pic central.

## Cràters satèl·lit
Per convenció aquests elements són identificats en els mapes lunars posant la lletra en el costat del punt central del cràter que està més proper a Regnault.
|          | \| Regnault \| Coordenades \| Diàmetre \| \| -------- \| ------------------------------------ \| -------- \| \| C \| 55° 12′ N, 89° 12′ O / 55.2°N,89.2°O \| 14 km \| \| W \| 53° 30′ N, 89° 54′ O / 53.5°N,89.9°O \| 15 km \| |          |
| Regnault | Coordenades | Diàmetre |
| C        | 55° 12′ N, 89° 12′ O / 55.2°N,89.2°O | 14 km    |
| W        | 53° 30′ N, 89° 54′ O / 53.5°N,89.9°O | 15 km    |